# Haidergarh
Haidergarh is een nagar panchayat (plaats) in het district Barabanki van de Indiase staat Uttar Pradesh. 

## Demografie
Volgens de Indiase volkstelling van 2001 wonen er 14.043 mensen in Haidergarh, waarvan 53% mannelijk en 47% vrouwelijk is. De plaats heeft een alfabetiseringsgraad van 58%. 